# Манойло Микола Федорович
Мико́ла Фе́дорович Мано́йло (8 грудня 1927, с. Манили, тепер Валківського району Харківської області — 22 вересня 1998, Харків) — український оперний співак (баритон) та вокальний педагог, громадський діяч. Депутат Верховної Ради Української РСР 9—11 скликань.

## Біографія
Народився 8 грудня 1927 року у селі Манили Валківського району Харківської області.
З 1943 року працював трактористом в колгоспі імені Будьонного Валківського району Харківської області. Служив у Червоній армії з 1944 року. У 1960 році закінчив Харківську консерваторію (клас Павла Голубєва). Член КПРС з 1973 року.
У 1958—1987 роках — соліст Харківського театру опери та балету. Водночас з 1980 року викладав у Харківському інституті мистецтв імені Івана Котляревського (професор з 1990 року).

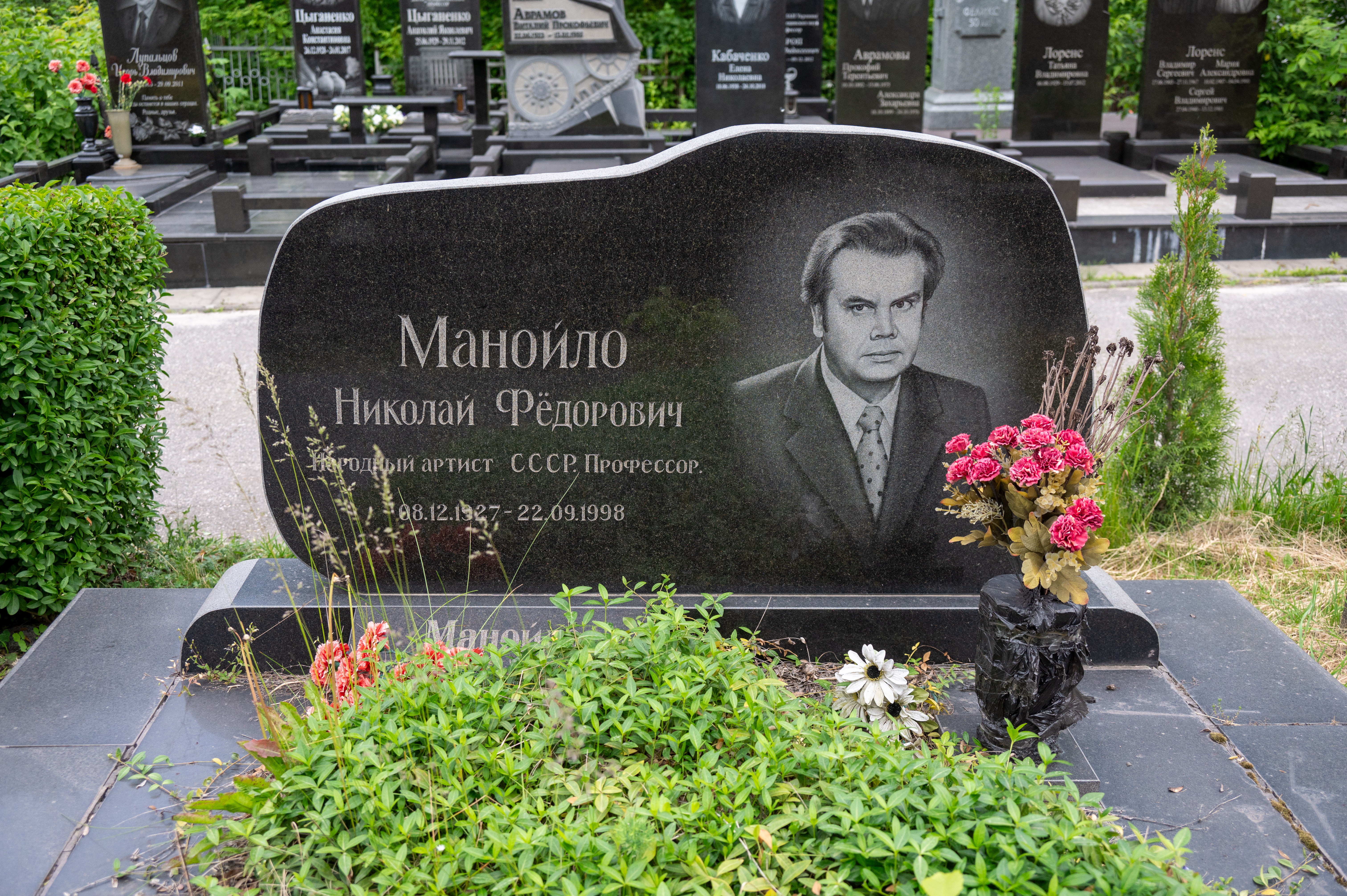
Могила Миколи Манойла.

Помер у Харкові 22 вересня 1998 року. Похований у Харкові на Міському кладовищі № 2.

## Партії
Виконав понад 30 провідних партій, зокрема:
- Остап («Тарас Бульба» Миколи Лисенка).
- Губанов («Василь Губанов» Дмитра Клебанова).
- Мазепа («Мазепа» Петра Чайковського).
- Князь («Чародійка» Петра Чайковського).
- Томський («Пікова дама» Петра Чайковського)
- Демон («Демон» Антона Рубінштейна).
- Грязной («Царева наречена» Миколи Римського-Корсакова).
- Князь Ігор («Князь Ігор» О. Бородіна).
- Фігаро («Севільський цирюльник» Джоаккіно Россіні).
- Ріголетто («Ріголетто» Джузеппе Верді).
- Граф ді Луна («Трубадур» Джузеппе Верді)
- Амонасро («Аїда» Джузеппе Верді)
- Яго («Отелло» Джузеппе Верді).
- Скарпіа («Тоска» Джакомо Пуччіні).
- Кіазо («Даїсі» Захарія Паліашвілі).
- Лістрат («В бурю» Тихона Хрєнникова).

## Відзнаки
- Народний артист СРСР (1976);
- Народний артист УРСР (1971);
- Орден Знак Пошани.